# Mścisław Daniłowicz
Mścisław Daniłowicz (ur. między 1247–1250, zm. po 1289, przed 1308) – książę łucki, od roku 1288 również włodzimierski.
Był synem Daniela I Halickiego i nieznanej z imienia bratanicy wielkiego księcia litewskiego Mendoga (córki Dowsprunka).  
Jego synem był Daniel, który zmarł za życia ojca. Być może jego córką była Anastazja, żona Siemowita dobrzyńskiego, wcześniej uznawana za córkę jego brata Lwa. 